# EE男
EE男（いいおとこ）は日本のお笑いコンビ。ワタナベエンターテインメント九州事業本部所属。2003年コンビ結成。

## メンバー
- 山口 たかし（本名:山口 宇史〈読み同じ〉、1980年4月3日（45歳） - ）ボケ担当。立ち位置は左。

東京都東久留米市出身。
血液型B型。身長166cm、体重57kg。
日本大学豊山高等学校を経て日本大学法学部卒。
あだ名は「山さん」、また「エディ」と呼ばれる事も多い。
特技はものまね（特にエディ・マーフィなど外国人や色々な国の言葉をそれらしく言う事など）。エディ・マーフィの映画を小学生時に見てお笑い芸人を志す。エディも山口も誕生日が4月3日なので「運命を感じた」と述べている。
趣味は世界の首都を言う事。
チャームポイントは大きな目と厚い唇。
新宿のホテルでベルボーイのバイトをしていた。
実はアイドルオタクで、AKB48やSDN48のライブに行っている。特に好きなのはかつて両グループのメンバーだった野呂佳代。HKT48ともテレビ番組で共演している。
以前は喫煙者であったが現在は吸っていないとのこと。
コンビでの活動休止中はワタナベエンターテインメント九州事業本部に移籍し「山口たかし」もしくは芸名「EE男山口」名義で福岡県にて活動していた。
- 八島 広樹（やしま ひろき、1979年5月21日（46歳） - ）ツッコミ担当。立ち位置は右。

千葉県船橋市出身。血液型A型。身長170cm、体重57kg。千葉県立松戸国際高等学校を卒業後、一浪を経て日本大学法学部卒業。大学時代は落語研究会（日本大学経商法落語研究会）に所属していた。
落研時代の仲間5人で結成した「セレクティッド5!」の元メンバー。そのうちの2人は現在「がっつきたいか」としてSMA NEET Projectに所属。
あだ名は「ヤッシー」または「ヤシ君」と呼ばれている。
父親は柔道の師範であり、本人も幼少時より柔道を始め、柔道2段。高校時代には千葉県大会の団体戦でベスト8入り、個人でもベスト16入りを果たす。
特技は絵を描く事。趣味はTシャツ作り。
チャームポイントは右頬の大きなホクロと濃いヒゲ。
『あらびき団』（TBS）にて東野幸治に「顔の貧相さが芸人辞める3日前みたい。Mr.オクレさん以来の逸材」と言われた。
コンビでの活動休止中は「ヤッシー」としてピンで活動しながらディレクターとしても活動しており、『ゴリパラ見聞録』の2022年4月30日（29日深夜）放送分から3代目アシスタントとして出演していた。
実家の隣に山下智久が住んでいた。山下が小さい頃に遊んであげていたというローカル芸人にしては強めのエピソードを持つ。

## 経歴
- 日本大学在学中、ゼミナールが同じだったことがきっかけで知り合った。当初は同級生三人で組んでいたが一人が抜け、残った二人で2003年にEE男を結成。
- ワタナベエンターテインメントのオーディションライブ「STEP!STEP!STEP!」に出場し、2005年にワタナベエンターテインメント所属となる。
- 八島は高校時代より芸人（トリオ・ザ・マンザイ）というコンビを組んで芸人活動をしており、芸歴は山口より長い。
- 2015年以降から「EE男」としてではなく、山口は「山口たかし」名義で、八島は「ヤッシー」名義でワタナベエンターテインメントの公式ホームページにそれぞれプロフィールが掲載され、コンビとしての活動は事実上休止状態にあった。
- 2021年より、九州事業本部所属の芸人としてワタナベエンターテインメント公式ホームページに再び「EE男」のプロフィールが掲載されている。

## 芸風
主に漫才を主体に活動をしている。山口がエディ・マーフィに扮して、昔話を外国映画のパロディで送る紙芝居コントも行っている。

## エピソード
- 二人だけで出掛けたのは二回のみで、一度目は中野にあるライブハウス中野twlにお笑いライブを観に行った事で、その時サシャナゴン（現クールポコ）が出演していた。二度目はケツメイシのライブに行った事である。
- プライベートではツッコミの八島がボケている事が多く、ボケの山口がツッコミのような立場になっている事が多い。
- テレビ番組『コンバット』（フジテレビ）に出演した際には、コントで山口がタモリのものまねをしたり八島が女子高生役をしたりと、若い視聴者の間で人気になった。
- 最近の彼らの代表ネタになっている紙芝居コントの紙芝居の絵は全て八島が描いており、描かれるキャラクターは元々八島の好きなものである。

## 略歴
- M-1グランプリ
2004年 - 2回戦
2005年 - 3回戦
2006年 - 3回戦
2007年 - 2回戦
2008年 - 2回戦
2009年 - 3回戦
2010年 - 3回戦
2016年 - 3回戦

- R-1ぐらんぷり（山口のみ）
2010年 - 2回戦

- キングオブコント
2008年 - 1回戦
2009年 - 3回戦
2010年 - 1回戦

## 出演番組

### テレビ
- コンバット（フジテレビ 2007年4月9日 - 2008年4月26日）
- 爆笑レッドカーペット（フジテレビ）キャッチコピーは「笑いしたたる」→「笑いもしたたる」
- 爆笑ピンクカーペット（フジテレビ）キャッチコピーは「笑いしたたる」
- 銀幕会議2（フジテレビ、2006年10月 - 2008年3月）
- 爆笑オンエアバトル（NHK総合）戦績1勝3敗　最高413KB
- とんねるずのみなさんのおかげでした（フジテレビ系）- 山口のみ
「細かすぎて伝わらないモノマネ選手権」第3回ファイナリスト
- 登龍門F（フジテレビ）
- 大人の自由時間（日本BS放送）水曜レギュラー
- 爆笑レッドシアター（フジテレビ）「ホワイトシアター」出演
- あらびき団（TBS）
- くるくるドカン〜新しい波を探して〜（フジテレビ）
発見!さざなみ芸人「芸人×マニアックモノマネ」
- クロノス「護衛中」（フジテレビ、2007年9月2日・9日）- 山口のみ
- 科学大好き土よう塾（NHK教育）
- 爆笑一番（秋田テレビ、2009年4月24日 - 5月1日）
- 爆笑ホワイトカーペット（フジテレビ、2009年10月3日） - キャッチコピーは「笑いもしたたる」
- PON!（日本テレビ、2010年10月 - 12月）- 山口のみ月曜日レギュラー（隔週）
- 新世紀ネタキング決定戦（TOKYO MX、2011年2月10日）
- アリなし〜アリケン★ゴールデンスタジアム〜（テレビ東京、2011年5月21日・5月28日）- 「ヘリクツ芸人最強タッグ決定戦」、山口のみ
- フジテレビからの〜!（フジテレビ、2011年5月26日）- 『「ONE PIECE」を1分で説明』コーナー、山口のみ
- ももち浜ストア（テレビ西日本） - 山口が火曜日のコーナー「町っと知りタイ！福岡アレコレ」を担当。
- タマリバ（テレビ西日本）-　「街角気にリアル」コーナーのレポーター。山口のみ
- めんたいワイド（福岡放送）- 山口のみ
- HKT48のごぼてん!（テレビ西日本）- 山口のみ
- ゴリパラ見聞録（テレビ西日本、2022年4月30日 - 2023年4月28日、2024年8月9日） - 八島のみ

### ラジオ
- ナインティナインのオールナイトニッポン（ニッポン放送、2007年8月23日）
- 爆笑スクランブル
- 関根麻里のKUSUKUSU（bayfm、2010年8月14日・21日）
- ハイタッチ!（RKB毎日放送、2012年10月10日 - ）- 毎週水曜日-金曜日22:00-23:50 山口のみ、森田美位子とともにMCを務める。
- たかちゃんの電リクじゃんけん（RKB毎日放送、2014年4月 - ） - 山口のみ、山内孝徳の後任。
- 笑売繁盛！ウメ子食堂
- 九星隊のナイスタCampus
- 空想労働シリーズ サラリーマン（2023年8月22日 - 10月10日、RKBラジオ） - イエスマン 役[3]山口のみ
  - 帰りたいサラリーマン（2024年8月24日 - 10月12日、RKBラジオ） - 秘書　役[4]山口のみ

## 雑誌
- Boat CLUB（舵社）- 八島のみ（不定期）

## ライブ
- WEL（事務所ライブ）
- ライブ一本立ち
- ZERO-1ライヴ
- 疾風迅雷ライブ
- ガチャライブ
- ユニバースライブ
- STEP!STEP!STEP!ライブ夜の部レギュラーMC（不定期）
- コン・テユトークライブ「ラヂオの王子様」MC
- わたチューイベントMC